# Павел (патриарх Сербский)
Патриа́рх Па́вел (серб. Патријарх Павле, в миру Гойко Стойчевич, серб. Гојко Стојчевић; 11 сентября 1914, деревня Кучанци, Славония, Австро-Венгрия — 15 ноября 2009, Белград, Сербия) — епископ Сербской Православной церкви; с 2 декабря 1990 года Архиепископ Печский, Митрополит Белградский-Карловачский, Патриарх Сербский. Был известен своим аскетическим и нестяжательным образом жизни, не имел личного транспорта, отказывался от материальных благ и пожертвований.

## Биография

### Детство и образование
Родился 11 сентября 1914 года в селе Кучанци недалеко от Доньи-Михольяц в Славонии (ныне Хорватия) в крестьянской семье. Село Кучанци было традиционно сербским селом с единственной церковью — православной, святых апостолов Петра и Павла; католическая церковь была выстроена лишь в 1941 году, после создания усташского НГХ. Будущий Патриарх рано остался без родителей: его отец, Стефан Окрайнов, серб по национальности, уехал работать в США, где заболел туберкулёзом, после чего вернулся домой. Отец умер, когда Гойко было три года и только что родился его брат Душан. Мать, Анна Стойчевич, сербка по национальности (под фамилией которой Гойко был записан в церковную книгу), спустя год после смерти отца вновь вышла замуж за вдовца, у которого было двое собственных детей. Во втором браке она родила двух дочерей, но умерла во время родов третьего ребёнка. Гойко и его брат Душан остались с бабушкой и тёткой по отцу, Драгиней и Сенкой. Заботы о воспитании Гойко взяла на себя тётя. По собственным воспоминаниям: «Моё ощущение материнской любви связано с тёткой, которая заменила мне мать, и я помню её безграничную любовь, думаю, что, когда умру, первой встречу её, а потом остальных». Семья, в которой рос Гойко, была религиозной. Он вспоминал: «По воскресеньям все шли в церковь, в школе изучали Закон Божий, так что у моего религиозного чувства было практическое применение. Отче наш ребёнок знает уже в этом возрасте, но совсем иначе воспринимает понятие Отца Небесного, когда сам остался без родителей, острее переживает его». В родном селе Гойко окончил начальную школу. Потом тетя и бабушка, видя, насколько нравится самому Гойко учиться и что по своему сложению он мало подходит для крестьянского труда, приняли решение, чтобы он продолжил своё образование. Договорились отослать его к дяде по отцу, работавшему в Тузле на железной дороге. Но перед начало учёбы он провёл лето в Монастыре Ораховица, в пятидесяти километрах от родной деревни, чтобы духовно подготовиться к новой жизни. «Пробыл я там месяц и конечно не мог понять всего в богослужении, однако почувствовал и века, пронесшиеся над этим местом, и предков, там молившихся. Наяву были для меня те молитвы, и вздохи их, и радости. Так мне это и врезалось в память, хотя я и не думал тогда, что моё будущее будет связано с Церковью».
В 1925 году Гойко поступает в низшую гимназию и переезжает в Тузлу. У дяди и тёти, с которыми ему пришлось жить, было восемь собственных детей. Жили все скромно и дружно на окраине Тузлы. Во время обучения в гимназии будущий патриарх проявил интерес и особые способности к естественным наукам, физике и математике. А по Закону Божию у него оказалась двойка, тем не менее о своём преподавателе Закона Божия он впоследствии отзывался с уважением. Из учившихся вместе с Гойко многие стали известными людьми. Так, одним из его товарищей был Меша Селимович. В 1930 году Гойко оканчивает низшую гимназию в Тузле и под давлением своей семьи поступает в духовную семинарию в Сараеве. Сербская православная духовная семинария в Сараеве была на хорошем счету, а в будущем её репутацию значительно подняло то самое поколение, к которому принадлежал патриарх Павел. Но и там его более интересовали математика и физика, которыми он занимался в свободное время. После окончания в семинарии в Сараеве Гойко в 1936 году поступил на богословский факультет Белградского университета. Сначала, пока он не устроился, он жил у отцовских родственников, затем мотался по съёмным комнатам в Белграде. Посвятив себя учёбе, наряду с занятиями на богословском факультете он окончил в 1940 году ещё и высшую гимназию, с полным аттестатом зрелости, выдержав соответствующий экзамен в VI белградской мужской гимназии. Сдав экзамен на полный аттестат зрелости, Гойко решил посвятить себя изучению медицины. Он планировал стать и священником и врачом. Но война и сложившиеся обстоятельства помешали его планам. В августе 1940 года поступает на военную службу в госпитале в Заечаре. Срок его службы был сокращён до шести месяцев, что предоставлялось семинаристам, которым надлежало стать священниками или монахами в течение двух последующих лет. После этого он поступил на медицинский факультет. Но из-за начала Второй мировой войны изучение медицины было прервано на втором курсе. Гойко возвращается в родную деревню Кучанци, но из-за политики террора в отношении сербов, развязанной Независимым государством Хорватия, он был вынужден, как и многие его земляки-сербы, бежать в Сербию. Он снова приехал в Белград, теперь уже как беженец. Чтобы было на что жить, он вынужден был взяться за тяжелую работу на стройке. Однажды раз при разгрузке, одна из балок упала и защемила большой палец, после чего Гойко вообще не смог работать.

### Послушничество и монашество

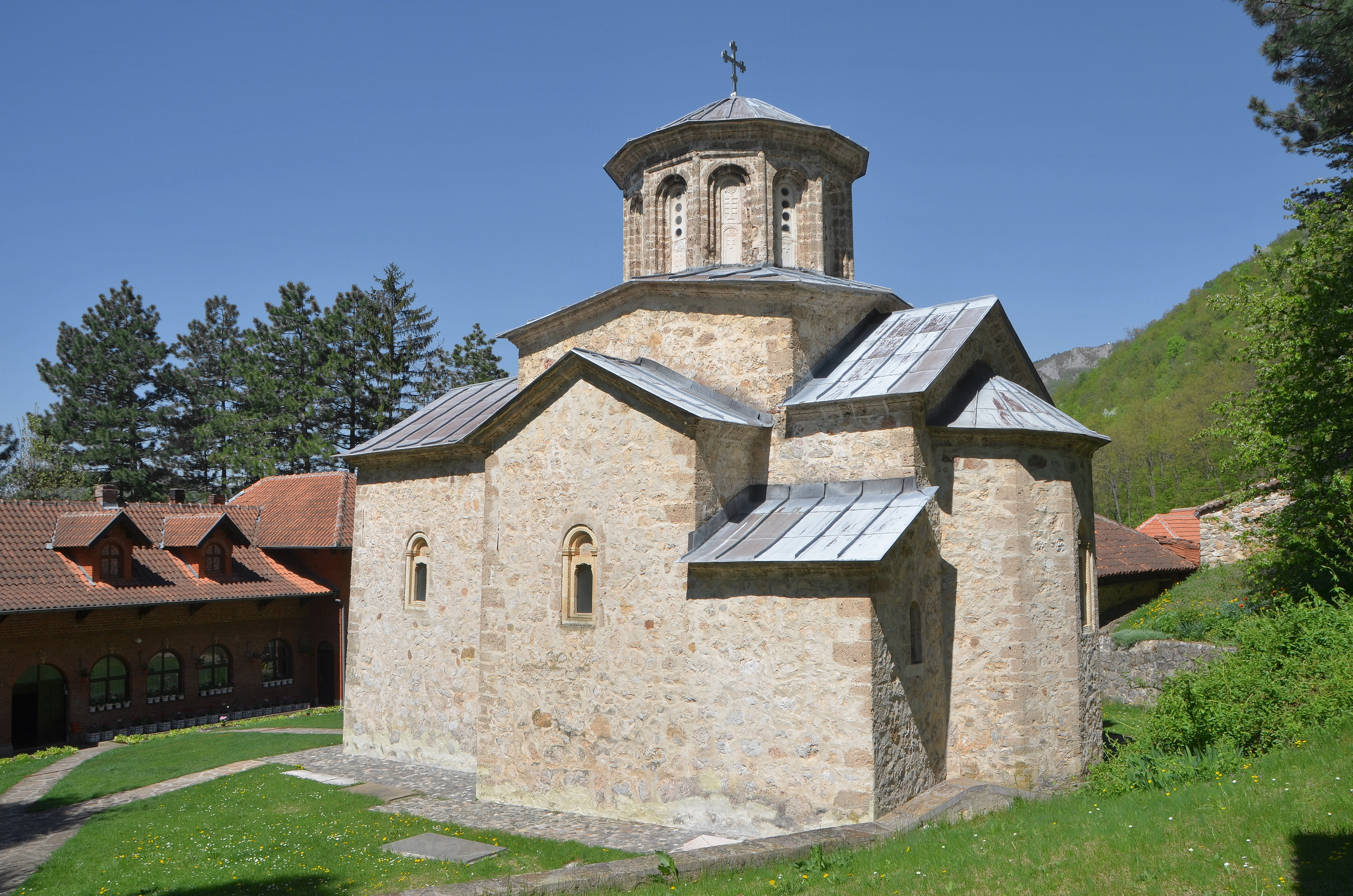
Свято-Троицкий монастырь

Как он сам вспоминал: «Весной 1942 года мой школьный товарищ, иеромонах Елисей (Попович), отвёз меня в монастырь Св. Троицы в Овчаре. У монастыря было хорошее хозяйство, так что прокормить меня они были в состоянии. Давали мне делать разную работу, что полегче…». Несколько ранее, на Рождество Богородицы 1941 года (21 сентября по новому стилю) немецкая авиация подвергла монастырь Святой Троицы и располагавшийся поблизости Монастырь Сретения бомбардировкам. Уцелевшие насельники этих монастырей подпадали под мобилизации, их арестовывали, изгоняли и подвергали издевательствам, и все же именно здесь укрывались монахи из других мест, оказавшихся под угрозой. Среди руин монастыря Сретения нашёл убежище и знаменитый архимандрит Иустин (Попович), прятавшийся от немцев, а позже и от коммунистов. Архимандрит Иустин часто спускался в монастырь Святой Троицы увидеться с тамошней братией. В 1942 году Гойко потерял младшего брата Душана, который погиб на Сираче в боях с усташами. В 1943 году монастырь подвергся налёту болгар, которые на тот момент были союзниками нацистской Германии. Большинство братии бежали из монастыря и попрятались в его окрестностях. Гойко поднялся почти на самую вершину Овчара и укрылся в пещере. Вечером, когда болгары ушли, вернулись в свой монастырь Святой Троицы. Всех, кого болгары нашли и настигли, они подвергли безжалостному насилию. От жестоких побоев на глазах у Гойко скончались послушники Лука Радойчич и Радосав Кузманович молодой монах Феофан (Джокич) после подобных пыток лишился рассудка, а через два года также умер. Тогда же до крови был избит и монах Иоанн (Радович). Спустя некоторое время Гойко покидает монастырь Святой Троицы, чтобы стать преподавателем Закона Божьего в Бане-Ковиляче. Там в августе 1944 года он тяжело заболел. Врачи обнаружили у него туберкулёз, прогноз был пессимистическим. Оттуда он направился в монастырь Вуян в селе Прислоница. В целях безопасности его поместили в изолятор, чтобы никто не смог от него заразиться. Гойко не терял надежды выздороветь, и активно молился Богу. Со временем он начал выздоравливать. После этого оставляет планы жениться и решает принять монашество.

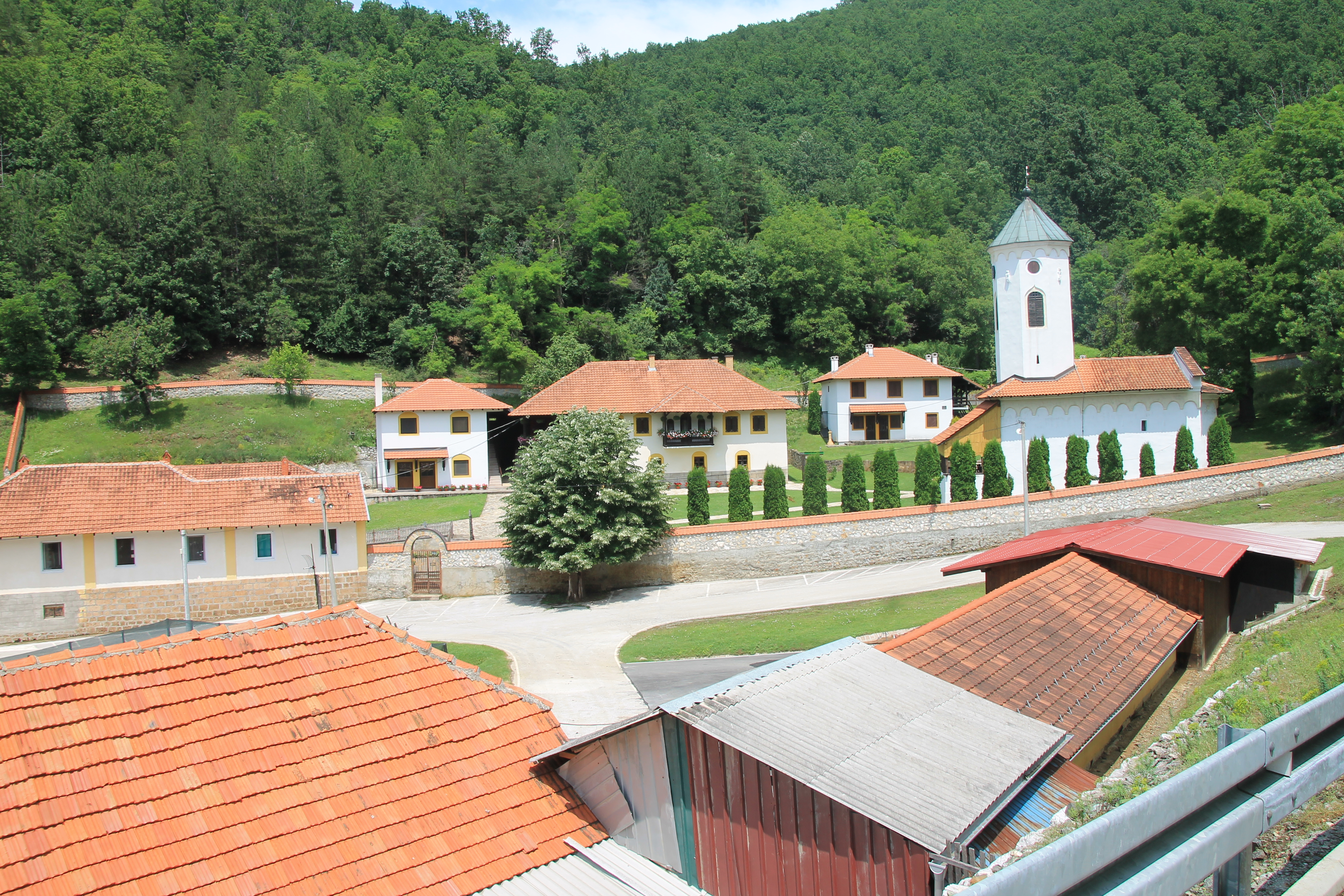
Монастырь Вуян

В 1945 году настоятель Монастыря Вуян игумен Илиан (Кнежевич) был переведён в Монастырь Благовещения в том же регионе. Гойко и ещё двое оставшихся послушников последовал за ним. С их приездом монастырь ожил. Из-за слабого здоровья Гойко не участвовал в тяжёлых сельскохозяйственных работах. Зато он был мастером на все руки, исполнял всякого рода хозяйственные послушания в монастыре. Архимандрит Иоанн (Радосавлевич) вспоминал об этом периоде его служения: «Вырезал из дерева красивые кресты для поклонной иконы или для парамана (монашеской схимы), умел починить всё, что угодно, в то послевоенное скудное время, даже часы знал, как разобрать и починить. В то время нелегко было найти обувь, а он и об этом не беспокоился, найдёт где-нибудь пару старых башмаков без подмёток, но с хорошим верхом, и из них, используя резину с колёс, сделает себе красивые башмаки. А если резины нет, так он подмётки из дерева сделает и подобьёт их. Вот и будут у него на зиму тёплые башмаки. Из-за постоянно повышенной температуры, которая мучила его около двух лет, он должен был лежать и соблюдать покой, чтобы не болели лёгкие, для которых тогда лекарств не было. И чтобы проводить время в постели в соответствии с дисциплиной, он сделал себе пюпитр с подвижной ручкой, которую прикреплял к кровати, чтобы можно было читать лёжа. Читал он быстро и много. У него была целая груда литературных журналов, взятых из монастырской библиотеки и ещё множество других ценных книг. То, что из прочитанного он считал особенно важным, он рассказывал другим. А братия любила разговаривать с Гойко, так как он единственный из них имел университетское богословское образование». Гойко следил за всеми движениями и событиями в обществе. Посредством законов и других мер, предпринятых новыми коммунистическими властями после окончания Второй мировой войны, Сербская православная церковь была доведена до почти нищенского состояния. В соответствии с «Законом о земельной реформе и колонизации» от 1946 года у Сербской православной церкви было изъято около 70 тысяч гектаров земли и лесных угодий. Церкви могли владеть лишь 10 гектарами, и только тем церквям и монастырям, за которыми официально было признано большое историческое значение, было дозволено иметь по 30 гектаров земли и по 30 гектаров леса. Монастырь Благовещения до принятия этого закона владел 214 гектарами земли и леса, а после — всего 10. С владениями подобной величины остались и многие другие монастыри.

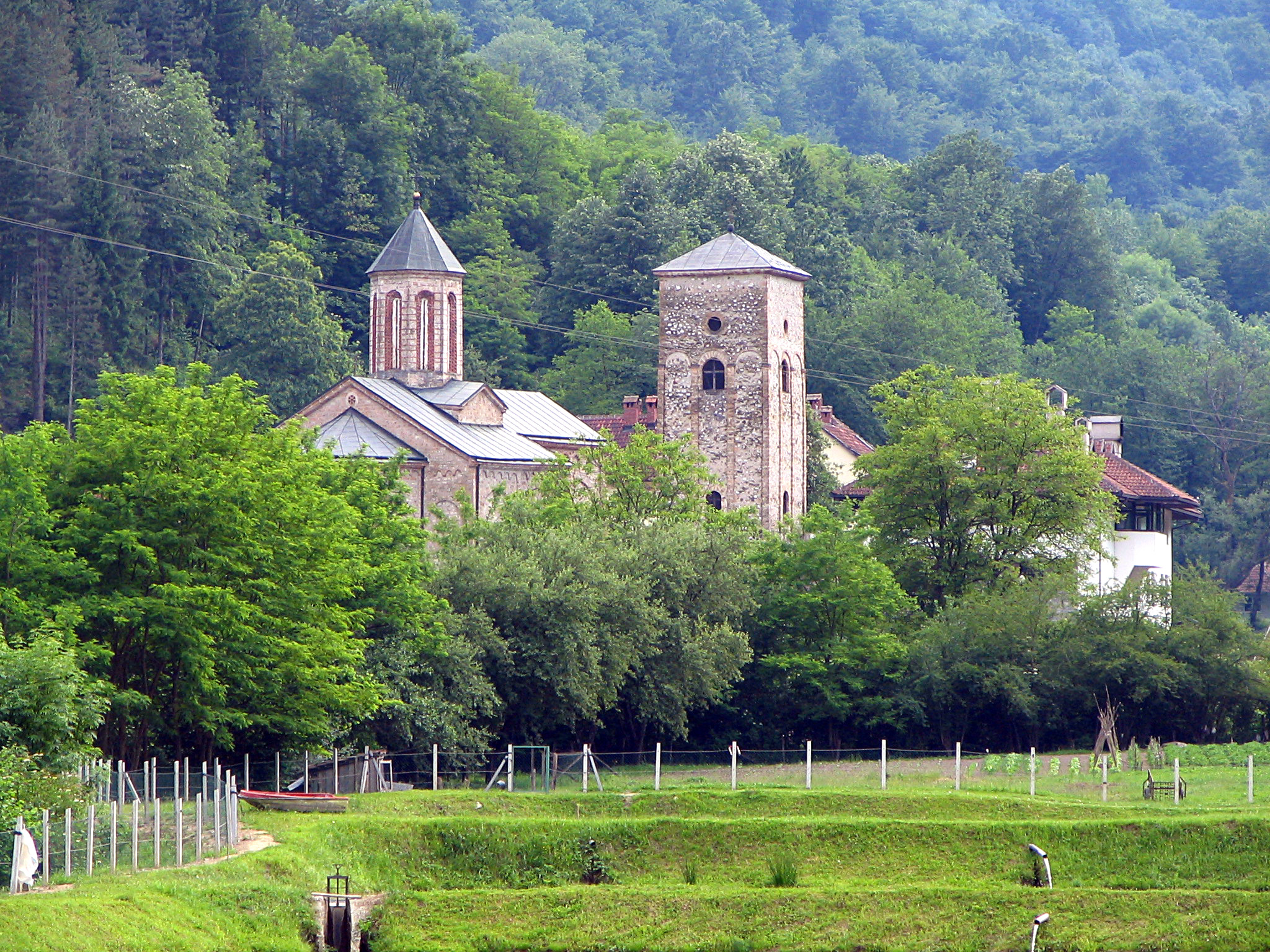
Монастырь Рача

Трудности не остановили Гойко. 7 апреля 1948 года накануне Благовещения он принял монашеский постриг с именем Павел в честь апостола Павла. В 1949 году вся община была переведена в Монастыря Рача на склонах горы Тары. Как и прежний, монастырь этот жил за счёт сельского хозяйства и скотоводства. Между тем, новая власть продолжает проводить антицерковную политику. Сам он вспоминал: «Трудно было мне принять как Божью волю весь этот новый порядок или, может быть, я просто не мог с ним примириться. Мне казалось, что мы живём во времена великих искушений, которые должно обязательно преодолеть духовным усилием. Не было, да и не могло быть ничего такого, чтобы как-нибудь переменился тот порядок, что управлял общественной, а во многом и частной жизнью людей. В те первые послевоенные годы народ по Таре и вниз по течению Дрины остался верен Церкви. В монастырь приходили не только по праздникам и не только старики, но и молодёжь, и числом гораздо более. Так было вплоть до начала строительства фабрик, когда для молодежи появился соблазн оставить село и зацепиться в городе. Думаю, что с этого и начался глубокий переворот в жизни, обычаях и духовных ценностях нашего крестьянского народа». При этом, несмотря на пренебрежение к Церкви и агитацию против неё со стороны властей, новая братия Монастыря Рача во главе с игуменом Иулианом (Кнежевичем) в народе была на хорошем счету. А потому к монахам, прибывшим из монастыря Благовещения, присоединились 10 молодых людей из самой Рачи, ставших послушниками Это вдохнуло в монастырь новую жизнь, но богословского образования все они не имели.
Иеродиакон Павел был единственным из братии, кто получил университетское богословское образование. Ему игумен поручил преподавать послушникам и молодым монахам Ветхий Завет, литургическое богословие, церковное пение и другие предметы, относящиеся к монашеской жизни. Успехи монастыря не нравились коммунистическим властям. Игумен Иулиан и «преподаватель» Павел были вызваны в Баину-Башту, на допрос в Отдел защиты народа, чтобы они объяснили, с какой целью противозаконно собирают столько молодых людей в монастыре и «используют их как рабочую силу, не выплачивая им заработной платы и не обеспечивая страховкой». Наличие богословских занятий для монахов тоже вызвало вопросы: «где же ваша школа, учебная программа, преподаватели, да и государственная лицензия?». Желая создать монахам невыносимые условия, власти обложили имущество монастыря несоразмерно большим налогом. Вместо прежних 75 тысяч динаров теперь налог подняли до 350 тысяч. Братии пришлось взяться за разные дополнительные работы, чтобы иметь возможность выполнить наложенные государством обязательства. Занимались ремеслом: плетением корзин, стульев и других предметов из обваренных и очищенных прутьев. Выращивали породистый скот и домашнюю птицу, сажали гибридную кукурузу. А в перерывах между физическим трудом иеродиакон Павел давал учил послушников богословским наукам. Архимандрит Иоанн (Радосавлевич) вспоминал: «Давал он нам уроки и по Ветхому, и по Новому Завету. Должны мы были знать на память все пророчества о Спасителе и все события, должны были знать и толкования Св. Писания. Затем, многое из литургики, что и как положено на богослужении. И ещё церковная и национальная история… Точно как в школе, и даже больше того… Отец Иулиан иногда сердился: „Вы тут все читаете, а я не знаю, как нам переделать столько работы. Одевайся, у нас сено промокнет“. Тогда мы все бросим — и в поле. Как только представится возможность, так снова занятия. Это для нас много значило…». При этом иеродиакон Павел стремился не выделаться среди прочей братии и брался за любую работу. Из-за изнурительных физических работ, а также из-за того, что десяток молодых послушников находились ещё в периоде роста, в монастыре в то время вкушали мясо. Однако по примеру иеродиакона Павла это прекратилось. Репутация иеродиакона Павла как педагога достигла Патриархии в Белграде, где было решено доверить ему пост суплента (младшего преподавателя) Призренской духовной семинарии Святых Кирилла и Мефодия (Косово) в 1950/1951 учебном году.
В 1954 году был рукоположён в иеромонаха и в том же году получил титул протосинкелла. Оценив богословскую компетенцию иеромонаха Павла, Священный Архиерейский Синод Сербской православной церкви направил его в 1955 году завершать образование на Богословском факультете Афинского университета. С 1955 по 1957 год был аспирантом кафедры Нового Завета и литургики на богословском факультете в Афинах, где защитился со степенью доктора богословия. В начале 1957 года был возведён в сан архимандрита.

### Епископ Рашско-Призренский

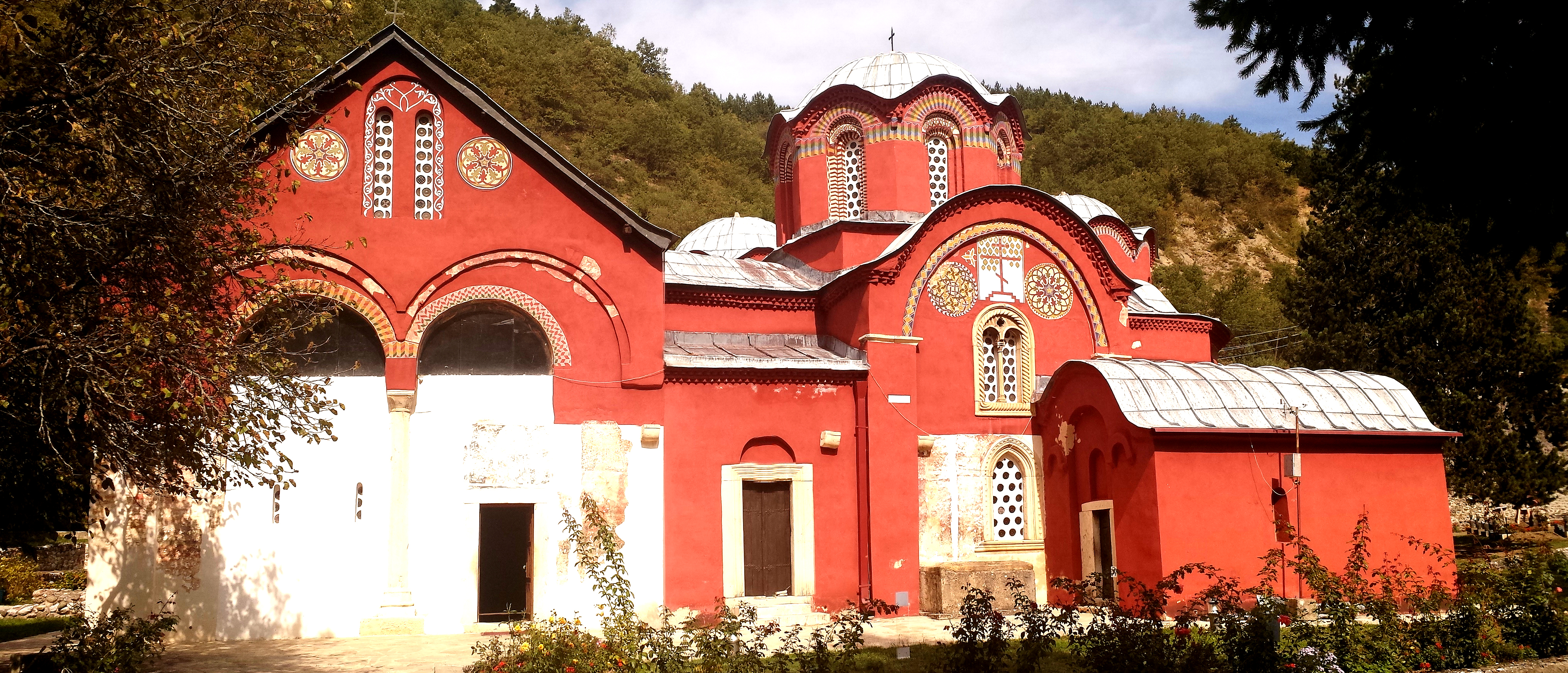
Монастырь «Печская патриархия»

29 мая 1957 года Архиерейский собор Сербской православной церкви избрал его епископом Рашско-Призренским. В этот момент архимандрит Павел находился на Святой Земле, сопровождая группу паломников, прибывших на торжества Пасхи в Иерусалим. После этого он вернулся в Грецию, где узнал о решении собора. Данное известие стало для него полной неожиданностью. В греческом Синоде устроили по случаю избрания архимандрита Павла торжество и почестями проводили в Белград. Наречение архимандрита Павла во епископа произошло 21 сентября того же года в соборной церкви Белграда в присутствии патриарха Сербского Викентия, епископа Браничевского Хризостома (Войновича), епископа Пакрацкого Емилиана (Мариновича), епископа Зворницко-Тузланского Лонгина (Томича), епископа Жичского Германа (Джорича) и епископа Захумско-Герцеговинского Владислава (Митровича). 22 сентября 1957 года там же состоялась торжественная хиротония, которую совершили: патриарх Викентий, епископ Пакрацкий Емилиан (Маринович), епископ Зворницко-Тузланский Лонгин (Томич) и епископ Жичский Герман (Джорич). На кафедру епископа Рашско-Призренского был возведён 13 октября того же года в кафедральном харме Призрена.
Став архиереем, продолжал вести суровую монашескую жизнь, следуя молитвенному уставу. Он регулярно совершал богослужения, ежедневную Божественную литургию, строго соблюдал посты. Резиденция Рашско-Призренского епископа размещалась в бывшем русском консульстве, действовавшем там в период османского владычества. Епископ Павел довольствовался в нём одной комнатой. Остальные же он часто отдавал студентам, которые ввиду ли своей бедности либо из-за трудностей с учёбой не могли регулярно посещать лекции в семинарии. Епархией управлял в одиночестве, не имея ни прислуги, ни секретаря, ни автомобиля. В его распоряжении находилась только пишущая машинка, на которой он сам печатал свои рапорты, официальные акты, вёл переписку. Сам готовил себе еду на старой, коптящей, забрызганной жиром плите. Лишь двоюродная сестра после настойчивых уговоров смогла убедить его заменить старую плиту под предлогом того, что она потребляет слишком много дров. Питался он скромно и просто. На сон отводил совсем мало времени, причём спал на неудобной кровати. Иногда с учениками духовной семинарии, но чаще один, занимался и уборкой кафедрального собора. Создал при своей резиденции небольшую мастерскую, где были все необходимые инструменты для разного рода работ: строительных, столярных, кровельных, переплетных, ремонта обуви и электрики. Живорад Стойкович вспоминал, как видел «этого епископа и выдающегося богослова взобравшимся на опасные строительные леса и чинившим крыши церквей или жилищ монахинь». Передвигался по епархии либо пешком, либо на общественном транспорте. Понуждаемый своим окружением купить автомобиль для нужд епархии, он отвечал: «До тех пор, пока у каждой сербской семьи в Косове не будет машины, у меня её не будет тоже». После нескольких лет настоятельных просьб, он согласился на покупку автомобиля марки «Wartburg», поскольку тот был недорогим и годился для перевозки грузов. Сам он пользовался им мало, продолжая ходить пешком.
Епископ Павел проявлял особую заботу о Призренской духовной семинарии. Регулярно посещал занятия, особенно по церковному пению, иногда сам читал там лекции. Он заходил в учебные классы раньше рабочих и включал отопление, чтобы учащиеся пришли уже в натопленные помещения. Каждому преподавателю школы для отопления выделялось некоторое количество дров — епископ Павел отдавал для этого свои. Часть своей зарплаты он отчислял на помощь самым бедным из обучаемых. Он проявлял отеческое внимание ко всем студентам. Доходило до того, что он сам чинил их прохудившуюся обувь и переплетал старые учебники. Не допускал, чтобы к еде относились расточительно. Когда продукты оказывались просроченными, он не позволял их выбрасывать и съедал сам. Заботился и о получении надлежащего образования монахинями своей епархии, что в то время было довольно редким явлением в православном мире. Он организовывал для них семинары, где сам выступал. Архимандрит Иоанн (Радосавлевич) описывает, как это происходило в тех сложных условиях, когда не было денег: «Епископ Павел имел привычку организовывать семинары в монастырях, таких как Сопочаны, Девич, Гориоч, или в Печской Патриархии, собирая там каждый год зимой около двадцати монахинь, то есть по две-три сестры от каждого монастыря епархии. Во время семинаров он говорил о монашестве, богослужении и церковном пении. Затем зачитывал выдержки из Евангелия и комментировал их. Он также анализировал поучения о монашестве святых отцов. К тому же преподавал церковнославянский новоначальным монахиням».
Как предстоятель Рашско-Призренской епархии, организовывал строительство новых храмов и работы по реставрации и сохранению православных святынь Косова и Метохии. Во главе Рашско-Призренской епархии строил новые церкви, обновлял ветхие и порушенные. Постоянно путешествовал по епархии для служения. Епископ Павел был строг и к священникам. Он хотел, чтобы будущие священники обладали всеми необходимыми для служения качествами. Прежде чем рукоположить кандидата, он расспрашивал его о жизни. Тому, у кого обнаруживалось препятствие к принятию сана, особенно нравственного порядка, он не стеснялся говорить: «Ты можешь стать святым, но священником — никогда!». Скрупулёзно следуя Типикону в богослужении, он требовал, чтобы все поступали так же. Он написал множество текстов, стремясь исправить ошибочные практики, часто передаваемые ни на чём не основанными местными обычаями. Он требовал, чтобы хор или певчие пели верно, и не стеснялся при случае, даже во время богослужения, поправить их. Под его руководством епархия значительно выросла, окрепла.
Как епископ Рашско-Призренский, выступал в ООН по вопросу о межэтнических отношениях в Косове и Метохии, где в этот период крайне остро стояла проблема межэтнических отношений. Многочисленные биографии и свидетельства утверждают о повседневной борьбе сербов Косова и Метохии за свои национальные права. Епископ Павел писал к властям Церкви и государства, призывая их выработать политику, которая смогла бы предотвратить конфликт. Между 1959 и 1986 годами он направил Священному Архиерейскому синоду сорок три рапорта относительно случаев злоумышленных действий, совершенных в отношении монахов, верующих, храмов и монастырей его епархии, невзирая на те неприятности, которые могли у него возникнуть в отношениях с коммунистической властью. На улицах, по которым он по собственной воле ходил без сопровождения, несмотря на опасность, прохожие выкрикивали оскорбления в его адрес, толкали, были с ним грубы. Однажды на автобусной остановке в Приштине албанец неожиданно ударил епископа Павла по лицу, да так, что от удара его епископская скуфейка отлетела в одну сторону, а сам он — в другую. О том, что он лично переносит запугивания и притеснения со стороны албанцев, епископ Павел предпочитал не рассказывать. Как он признавался уже будучи Патриархом, «меня предупреждали, чтобы я внимательнее относился к своим регулярным сообщениям для Священного Синода, ибо они попадали в руки и светской власти, однако становилось все яснее, что где-то, в каком-то месте уже решено, что Косову и Метохии больше не быть сербскими».

### Патриаршество

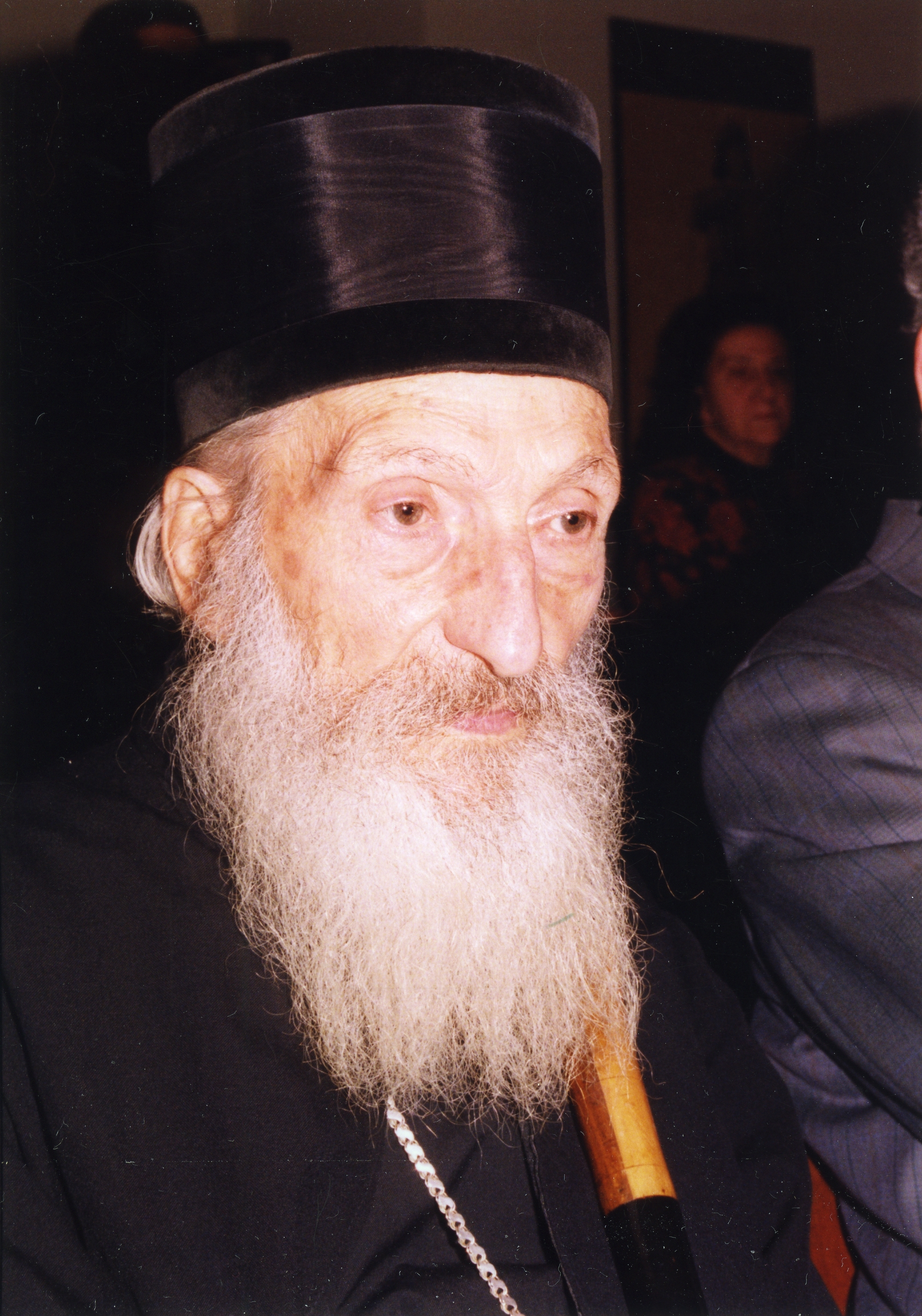
Патриарх Павел

В ноябре 1990 года решением Священного Архиерейского Собора Сербской Церкви, после восьми кругов неудачного голосования, Павел был избран предстоятелем Церкви на место заболевшего Патриарха Германа. Конверт с его именем вытянул архимандрит Антоний (Джорджевич), настоятель Монастыря Троноша. Епископ Амфилохий (Радович) заметил, что избранный епископ «был единственным, кто действительно не хотел стать патриархом». Для самого Павла избрание стало для него настоящим шоком. Однако позже он скажет: «Я успокоился, когда понял, что самое высокое положение состоит в том, чтобы быть примером в служении и заботе о ближнем, а не раздавать приказы». Интронизация патриарха Павла состоялась 2 декабря 1990 года в Соборной церкви в Белграде. Кроме того, по древней традиции 2 мая 1994 года он был возведён на исторический трон печских Патриархов в Печской Патриархии. «Мои силы слабы, вы все это знаете. Я на них не надеюсь. Надеюсь на вашу помощь, говорю и повторяю, на помощь Божью, которой Он меня до сих пор поддерживал. Пусть будет [патриаршество] Богу во славу и на пользу Его Церкви и нашему многострадальному народу в эти тяжелые времена» (Из обращения к выборному Собору Патриарха Павла). Когда он был избран Предстоятелем Сербской Церкви, то отказался от жалованья, которое полагалось за исполнение столь высокого служения; попросил лишь, чтобы ему сохранили небольшое денежное довольствие, на которое он имел право как епископ Рашcко-Призренский.
Когда Павел был монахом Благовещенского монастыря несколько братьев на лодке переправлялись на противоположный берег. Лодка накренилась и священник Антоний (Джорджевич) упал в воду и, не умея плавать, начал тонуть. Павел прыгнул в воду и спас утопающего. Спустя сорок лет архимандрит Антоний, будучи игуменом монастыря Троноша вытянул из урны конверт с именем нового Сербского патриарха. Некоторые монахи, помнившие историю спасения Антония шутили:«Павел вытащил Антония из реки, а Антоний Павла — из урны».
Новый патриарх пожелал выслушать мнения и позиции широкого круга интеллектуалов — философов, историков, писателей, артистов и т. д. — по поводу непростой ситуации в Югославии. Он время от времени их собирал, иногда обновляя состав участников, и внимательно выслушивал, даже если их позиции расходились с его собственной. Во время этих встреч, на которых присутствовало также и несколько епископов, происходил полезный обмен мнениями. Ввиду соперничества большого числа партий, стремившихся в Югославии к власти или же эту власть уже получивших, патриарх не мог избежать периодически возникавших предвзятых обвинений, тем более что каждый представитель партии или действующий политик хотел с ним встретиться, чтобы кичиться потом этим знакомством перед обществом, иногда вопреки тому. Патриарх Павел замечал по этому поводу: «Ко мне приходило много политических руководителей. Некоторые просили меня навестить их в тюремных больницах, где они находились. А потом они протестовали, что я принимал их соперников. Но никто из них не рассказывал потом о содержании нашего разговора во время наших встреч; главным для них был сам факт визита в Патриархию». В обстоятельствах умножения в Сербии противоборствующих партий, которые из-за своих постоянных разногласий способствовали нестабильности в стране, патриарх Павел побуждал к взаимопониманию. Он ссылался слова апостола Павла, который сравнивал Церковь с организмом, различные члены которого, вместо того чтобы замыкаться и концентрироваться только на себе, взаимодействует друг с другом, гармонично жизнь функционируя и доставляя другим то полезное для общего блага. В течение всего периода вооруженных конфликтов, которые привели к распаду Югославии, патриарх Павел по мере своих возможностей выступал в роли миротворца, призывая всех воюющих к разуму, взывая к правосудию, когда совершалось преступление, вне зависимости от того, с чьей стороны были пострадавшие. Несмотря на то что, как того требовало его положение, патриарх защищал интересы Сербской православной церкви, духовную идентичность сербского народа и его религиозное наследие, он, как свидетельствуют об этом многочисленные коммюнике, послания и декларации, считал, что любое решение вооруженного конфликта, раздиравшего Балканы, должно обеспечивать интересы всех сторон. Патриарх Павел считал, что при принятии решений он старался понять все стороны и за каждой из них признать свое право. Патриарх Павел противостоял идее национальной исключительности. Национализм, понимаемый не как уважение и любовь к своему народу, а как чувство превосходства одной нации над другими, ведущее к исключению, унижению или ненависти, он считал противоречащим основным евангельским принципам, приводящим к самоуничтожению в личном и общественном плане. Не замалчивая и не умаляя бесчинств сербов, патриарх осуждал их так же, как и преступления другой стороны. Отношения со Слободаном Милошевича стали портиться, и в 1997 году патриарх Павел принимал участие в уличных антиправительственных протестах в Белграде, а затем называл власть Милошевича виновницей катастрофы Югославии. 24 сентября 2000 года, в день президентских выборов причастил и благословил кандидата от оппозиции Воислава Коштуницу.
Во время гражданской войны в Югославии Павел посещал Хорватию и Боснию. Патриарх участвовал в мирном процессе, призывая воюющие стороны к урегулированию конфликта. В 1991 году митрополит Загребский и Люблянский Иоанн (Павлович) организовывал встречи Павла и католического кардинала Франьо Кухарича. Патриарх Павел встречался также и с президентом Хорватии. В течение нескольких десятилетий будучи епископом в Косове и Метохии, патриарх Павел близко к сердцу принимал драматические события, которые разыгрались в регионе и с предпосылками которых ему приходилось сталкиваться задолго до их начала. В бытность патриархом он совершил множество визитов в Косово и Метохию, чтобы поддержать дух сербского населения, преследуемого албанскими сепаратистами, поддержанными США и ведущими европейскими государствами. Разграблялось и стремительно уничтожалось историческое, культурное и религиозное наследие колыбели Сербской православной церкви. Патриарх Павел часто посещал ставропигиальный монастырь Печская патриархия, традиционное место интронизации Сербских патриархов. Побывать в нём, а также во многих церквях и обителях этого региона, отслужить литургию по большим праздникам он считал своим долгом. При этом он отказывался от сопровождения, которое предлагали ему международные силы под руководством НАТО — KFOR. Где бы ни появлялся патриарх Павел, он не переставал выражать сострадание сербскому населению Косова и Метохии, с которым обходились как с людьми второго сорта. Патриарх Павел добавил в просительную ектению прошение о «гонимых и обиженных мужьях, женах и детях; о заступлении православных храмов и монастырей, семей и домов Косова и Метохии» и аналогичное прошение в малую ектению.
В феврале 1992 года патриарх смог положить конец церковному расколу в сербской диаспоре, возникшему в 1963 году, когда Свободная сербская православная церковь вернулась в состав Сербского Патриархата. За время, прошедшее с начала патриаршества, возобновлены и открыты новые семинарии. В 1992 году была воссоздана Духовная семинария в Цетине (Черногория) и открыты новые духовные учебные заведения: в 1994 году — академия святого Василия Острожского в Фоче (Республика Сербская), а в 1997-м — семинария в Крагуеваце (Сербия) как филиал Белградской духовной семинарии; семинария была затем перенесена в Восточное Сараево. В Нише был открыт Институт церковных исследований. В Белграде была создана Академия художеств и охраны исторического наследия, относившаяся к богословскому факультету. В 2002 году предмет «Основы религии» вернулся в школы, а Богословский факультет воссоединился с Белградским университетом, из корпуса которого был исключён в 1952 году. Была создана информационная служба Сербской православной церкви. Было восстановлено и вновь образовано несколько епархий, построено много новых храмов. В одном только Белграде было выстроено около тридцати новых церквей и закончено строительство одного из самых крупных православных храмов мира — кафедрального храма Святого Саввы. В 2006 году Сербская православная церковь смогла добиться принятия закона о реституции имущества церквей и религиозных общин. Закон предусматривал, что конфискованное имущество будет возвращено как таковое или же в виде аналогичного имущества. В тех случаях, когда реституция не могла быть осуществлена по этой форме, закон предполагал финансовую компенсацию в размере рыночной стоимости имущества. Другой закон, принятый незадолго до того, признавал, что «Сербская Православная Церковь, с точки зрения истории, занимает исключительное место в формировании государственности и культуры, в сохранении и развитии идентичности сербского народа».

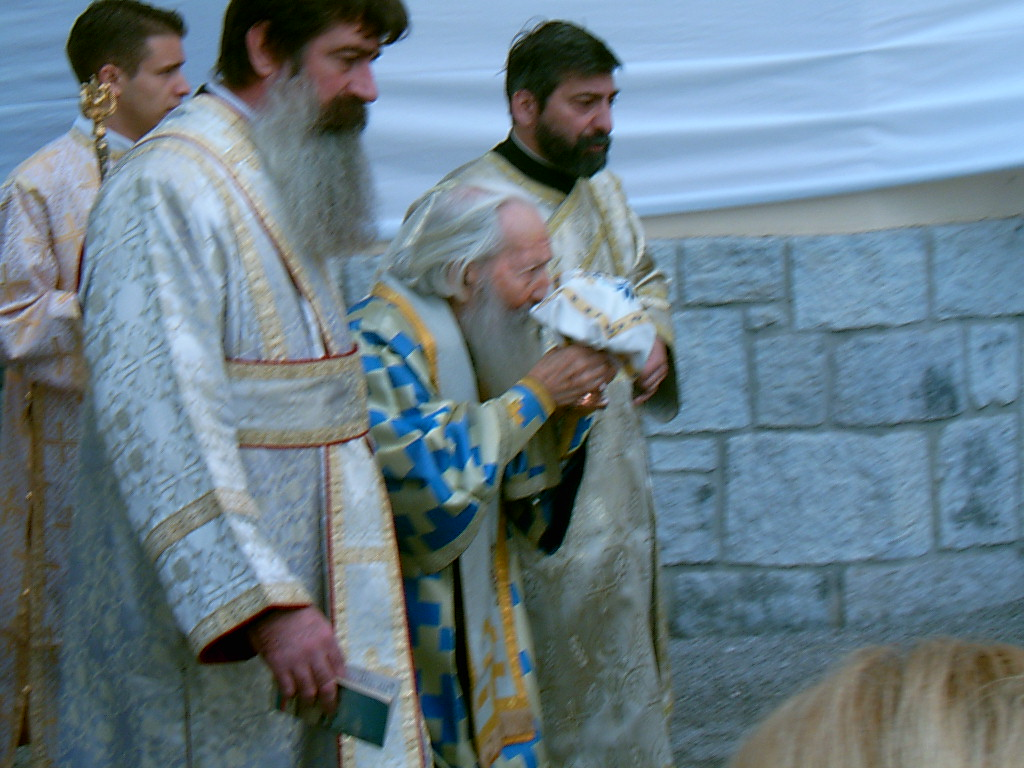
Патриарх Павел освящает церковь Святых Кирилла Мефодия в Любляне. 2005 год

Ежедневно совершая литургию, патриарх Павел всякий раз произносил проповедь, которая отличалась краткостью и выделением одной мысли, которую он хотел донести до слушателей. Его проповеди были просты и понятны присутствовавшим на литургии верующим. В своих советах священникам он подчёркивал, что тема и форма её подачи — два условия хорошей проповеди. При его жизни был опубликован один сборник его проповедей был опубликован в Белграде в 1996 году под названием «Жизнь по Евангелию». Большинство из этих проповедей представляют собой комментарии к Апостольским Посланиям и Евангелию дня. Как епископ, а затем и как патриарх, он считал своим долгом отвечать на все вопросы, которые возникали у духовенства и мирян, в особенности на сложные или спорные. Его ответы были опубликованы в Белграде в 1998 году в трёх больших томах под названием «Для уяснения некоторых вопросов, касающихся нашей веры». Эти ответы аргументированы, подтверждены документальными данными и прагматичны. Во многих случаях патриарх Павел старался исправить давно укоренившиеся ошибочные практики, возникшие по незнанию, или по дурной привычке. Патриарх Павел в течение многих лет был председателем Комиссии Священного Синода СПЦ по переводу Нового Завета на современный сербский язык, данный перевод является первым переводом, который был официально утверждён церковью, и опубликован в 1984 году, и переиздавался в 1990-х годах. Под редакцией Патриарха Павла в издательстве Священного Синода Сербской православной церкви выходили Требник, Молитвослов, Дополнительный требник, Великий (или Большой) Типик и другие богослужебные книги. Он возглавлял Литургическую комиссию при Святом Архиерейском Синоде, которая подготовила и издала Служебник на сербском языке. Патриарх Павел ратовал за соблюдение канонов, но при этом знал, где стоило проявить церковную икономию, когда ситуация или благо верующих того требовали, а где — отдать приоритет духу перед буквой. Благодаря своей простоте, смирению, мирному настрою и строгой дисциплине аскета, он стал образцом святости для всего клира и верующих Сербской православной церкви.
В последние годы жизни по причине преклонного возраста патриарх Павел был вынужден ограничить свою деятельность и провести два последних года жизни под медицинским наблюдением. 13 ноября 2007 года он лёг в госпиталь Военно-медицинской академии Белграда, где ему приготовили отдельное помещение, чтобы он мог вести спокойный образ жизни и принимать посетителей в приватной обстановке. Ввиду плохого состояния его здоровья, открывшийся 15 мая 2008 года в Белграде Архиерейский Собор Сербской Православной Церкви постановил временно передать функции Предстоятеля Священному Синоду во главе с митрополитом Черногорским и Приморским Амфилохием (Радовичем). 8 ноября 2008 года патриарх Павел решил уйти на покой, чтобы тем самым дать возможность избрать преемника. 11 ноября 2008 года открылось заседание Архиерейского Собора, на котором рассматривался вопрос о возможности избрания нового Предстоятеля Церкви: первым пунктом повестки Собора было рассмотрение прошения Патриарха Павла от 8 ноября о его отставке в связи с болезнью и преклонным возрастом. Собор не принял отставку Патриарха Павла; 12 ноября было принято решение, что Синод продолжит исполнять Патриаршие функции, более широкие полномочия будут предоставлены председателю Синода митрополиту Амфилохию. На следующий день, 13 ноября 2008 года, официально сообщалось, что Патриарх Сербский Павел после встречи с иерархами согласился остаться главой Сербской Православной Церкви.

### Кончина и погребение

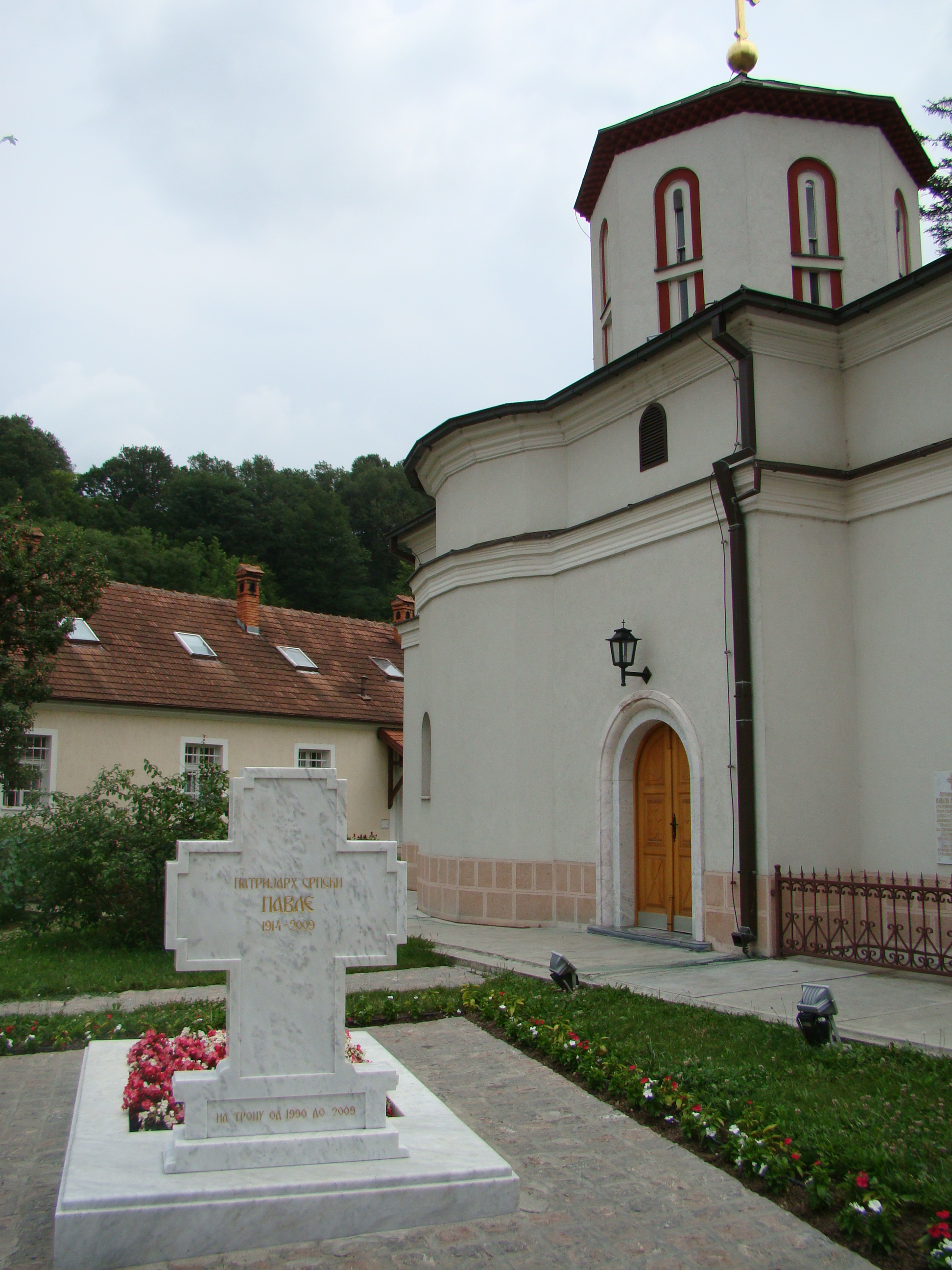
Могила Патриарха Павла в монастыре Раковица

Патриарх Павел скончался в 10.45 утра 15 ноября 2009 года после принятия Святых Таин в Военно-медицинской академии в Белграде. Гроб с телом был перенесён в собор Святого Архангела Михаила в Белграде, где доступ к нему был открыт круглосуточно. Очередь к гробу не иссякала день и ночь, вплоть до утра 19 ноября; в стране был объявлен трёхдневный траур (16, 17 и 18 ноября), день похорон объявлен нерабочим днём. В четверг 19 ноября нескончаемая процессия провожала почившего патриарха до паперти кафедрального собора Святого Саввы, где состоялось отпевание.
Утром 19 ноября прибывший в Белград в связи с кончиной предстоятеля Сербской Церкви патриарх Константинопольский Варфоломей возглавил заупокойную литургию. В 9.50 утра гроб с телом был вынесен из собора и на машине, при огромном стечении народа, доставлен в храм Святого Саввы на Врачаре, где около 11 часов началось отпевание, которое возглавил патриарх Варфоломей в сослужении митрополита Черногорско-Приморского Амфилохия (Радовича) и иных.
После отпевания траурная процессия направилась в монастырь Раковица, где покойный завещал себя похоронить. В 14 часов тело Патриарха было предано земле рядом с могилой патриарха Димитрия в присутствии президента Сербии Бориса Тадича, бывшего премьер-министра Воислава Коштуницы, премьер-министра Республики Сербской Милорада Додика; согласно воле покойного, фото- и видеосъёмка не велась.

## Известные цитаты
- Сербскую Церковь и меня обвиняют в разжигании войны ради сохранения Великой Сербии. Я заявляю — если бы ради сохранения Великой Сербии требовалось преступление, я никогда не дал бы на это согласие. Пусть исчезнет тогда Великая Сербия. Если бы таким образом требовалось сохранить и малую Сербию, я не дал бы согласие и на это. Пусть исчезнет и малая Сербия, только чтобы не было крови. Нет, такой ценой — нет! Если бы такой ценой надо было бы сохранить последнего серба и я сам был бы этим последним сербом, не было бы моего согласия. Пусть мы исчезнем, только в этом исчезновении останемся людьми Христовыми. Иначе мы не согласны жить. В этом суть, ибо мы знаем, что предки наши столько веков и лет переживая беды и войны, выстояли в правде и всех нас сохранил Господь Всевышний, Который всегда на стороне добра. И если надлежит нам пострадать, то лучше сложить головы, чем стать нелюдем[96].
- Мы не выбираем ни страну, где родимся, ни народ, в котором родимся, ни время, в котором родимся, но выбираем одно: быть людьми или нелюдями[97].
- Когда человек рождается в мир, все радуются, а он один плачет. Но нужно прожить жизнь так, чтобы по кончине человека все о нём плакали, а он один радовался[98]. [неавторитетный источник]
- Если архиереи, зная заповедь Спасителя о нестяжательстве, имеют такие машины, то какие же машины у них были бы, если бы этой заповеди не было?[99]
- Видите, какие у меня хорошие ботинки? Я их нашёл возле урны, когда шёл в патриархию. Кто-то выбросил, а ведь это настоящая кожа. Я их немного подшил — и вот, они ещё долго смогут послужить[99].

## Награды
Государственные награды
- Орден Неманя[серб.] I степени (Государственный Союз Сербии и Черногории, 9 сентября 2004 год)[100]

Конфессиональные награды
- Орден святого равноапостольного великого князя Владимира I степени (РПЦ, 15 ноября 2004 года)[101]

Иные награды
- Орден Звезды Карагеоргия I степени (Сербский королевский дом, 15 февраля 2007 года)[102]
- Премия «За выдающуюся деятельность по укреплению единства православных народов» (Международный Фонд единства православных народов (Россия), 21 января 2002 года)[103]
- Орден Достоинства (Международная лига защиты человеческого достоинства и безопасности (Россия), 2009 год)[104]